# 著骨點炎
著骨點炎（英語：Enthesitis），過去也稱為接骨點炎、附著部炎，是著骨點（肌腱或韌帶附著在骨頭的部位）的發炎。它是一種著骨點病變，著骨點發生病變。 早期臨床症狀類似「鍛煉過度」的疼痛感，且活動後反而會覺得好些。早晨（睡覺起床和不動之後）最痛。在肌肉附著到骨頭的局部（可明確找到局部最痛的部位）最痛，但在進行被動性活動時卻不會有痛感。它常常伴隨其他自體免疫性疾病，如：脊椎關節病變和乾癬（皮膚症狀通常在乾癬性關節炎前發生）。常見的自體免疫著骨點炎發生在腳跟，跟腱附著在跟骨的部位。曾有獨立發生的原發性著骨點炎病例報告，但目前原因不明且了解有限。
它與 HLA B27 相關的關節病變有關，如：僵直性脊椎炎、乾癬性關節炎和反應性關節炎。症狀包括多處壓痛，包括：腳後跟、脛骨粗隆、髂骨稜和其它韌帶附著的部位。

## 影像

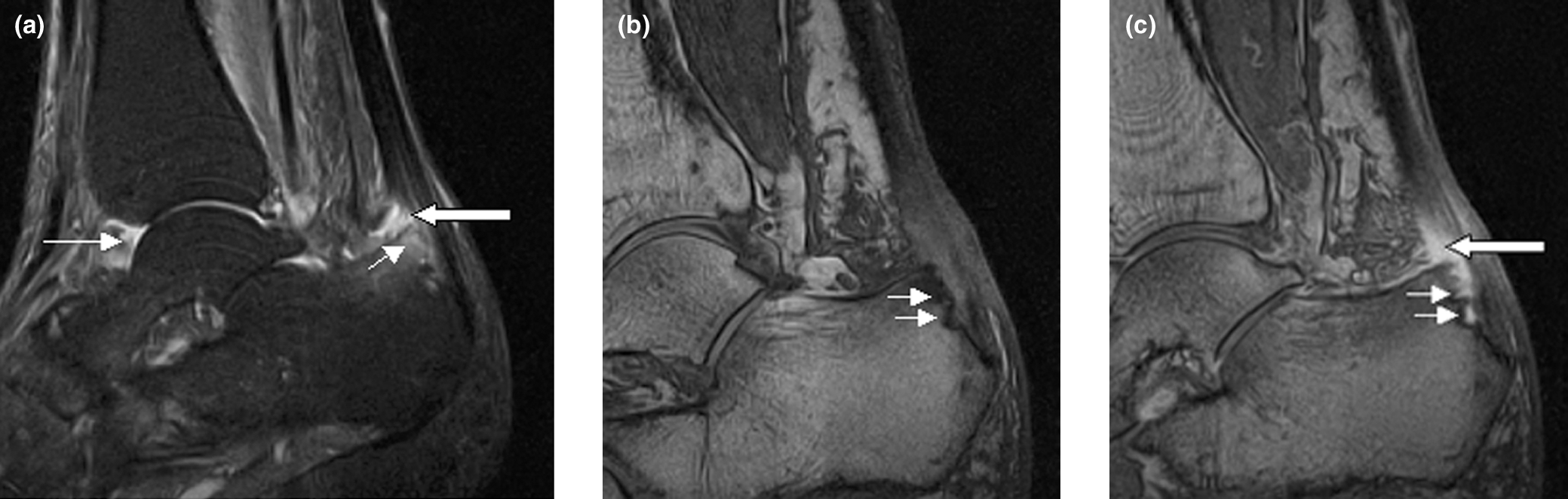
腳踝區域矢狀面的核磁共振成像：乾癬性關節炎。(a) Short tau inversion recovery (STIR) 影像，在跟腱著骨點（著骨點炎，粗箭頭）和踝關節滑膜（滑膜炎，細長箭頭），兩處的信號強度高。在肌腱著骨點出現骨髓水腫（細短箭頭）。(b, c) 同一患者不同部位的 T1 加權影像，比較靜脈注射顯影劑之前（圖 b）和之後（圖 c），確認著骨點發炎（大箭頭）和骨頭侵蝕（細短箭頭）。

## 相關問題
解剖學上近似，但是不同的問題：
- 骨突炎（英语：Apophysitis）（又名：骨骺炎、骨端炎）：著骨點處的骨骼部分發炎，好發於成長中的兒童，與過度使用有關[5][6][7]。
- 肌腱病變是一種肌腱疾病，與直接損傷或反覆過度使用有關[8]。